# Hilophyllus argentinensis
Hilophyllus argentinensis es una especie de coleóptero de la familia Lucanidae.

## Distribución geográfica
Habita en Argentina.